# Barbacoa (jezična porodica)
Barbacoan, indijanska jezična porodica iz Kolumbije i Ekvadora koja obuhvaća jezike i dijalekte Indijanaca Andaki, Barbacoa, Cayapa, Colorado, Coconuco, Guambiano, Totoro, Kwaiker, Muellamues, Cara, i moguće neke manje skupine. Često je vode kao dio Velike porodice Macro-Chibchan. 
Ranije se ponekad nazivala i Barbacoan-Paezan, no danas se jezik páez, kojim govore Páez Indijanci, vodi kao izolirani jezik. Njemu pripada i dijalekt paniquita kojim govore Paniquita Indijanci.

## Jezična podjela
Andaqui (1)
- Andaqui [ana] (Kolumbija)

cayapa-colorado (2)
- Chachi [cbi] (Ecuador)
- Colorado [cof] (Ecuador)

Coconucan (2)
- Guambiano [gum] (Kolumbija)
- Totoro [ttk] (Kolumbija)

Pasto (2)
- awa-cuaiquer [kwi] (Kolumbija)
- Barbacoas [bpb] (Kolumbija)[2]

Skupini barbacoa, u užem smislu, Daniel Garrison Brinton pripisuje plemena Barbacoas, Cayapas, Colorados ili Sacchas, Cuaiqueres, Iscuandés, Manivis i Telembis
Skupini coconuco isti autor pripisuje plemena Coconucos, Guanucos, Guambianos ili Moguexes, Pubenanos, Mosqueras, Polindaras i Totoros
Ovim jezicima prema jednoj klasifikaciji po McQuownu (1955.) i Greenbergu (1956.) trebalo bi pridodati i jezike paez, paniquita, popayan i purace, koji su s jezicima coconuco, guanaco (guanuco) moguex (guambiano), polindara, pubenaro (pubenano) i totoro, klasificirani posebnoj potporodici paezan-coconucan-popayanens. Nadalje jezike koji su zajedno klasificirani s jezicima coaiquer i colorado, klasificirani potporodici barbacoa: cara, cocora (iz Nikaragve), colima, gotane (Kostarika), muellamues, nigua, patia, sindagua. Po istoj klasifikaciji pripadaju joj i guatuso, jezik porodice rama, i jezici Cuna i Cueva Indijanaca.

## Vanjske poveznice
- Ethnologue (14th)
- Ethnologue (15th)
- Ethnologue (16th)
- Barbacoa
- Tree for Barbacoan  Arhivirana inačica izvorne stranice od 24. listopada 2008. (Wayback Machine)